# 變種天賦
《變種天賦》（英語：The Gifted）是一部由麥特·尼克斯開創，取材自漫威漫畫《X戰警》，於2017年10月2日在FOX開播的美國電視劇。 本劇與「X戰警電影系列」宇宙相連，設定於一條X戰警已經消失的架空時間線。這也是繼《變種軍團》後，第二部由X戰警系列所改編的電視劇。
本劇首播集由X戰警系列電影的導演布萊恩·辛格執導，他同時也身為本劇的執行製作之一。劇集風格也採用布萊恩·辛格所執導的X戰警電影相似的黑暗色彩和寫實風格，以及對於歧視與宽容的探討。本劇開播後獲得普遍好評，多數稱讚該劇的社會主題和演出陣容。2018年1月4日，這部劇獲得第二季續訂。，於2018年9月25日播放。2019年4月17日，FOX決定取消本劇。

## 劇情
四年前發生的一場由變種人示威引發的「7·15恐怖襲擊」，不僅使人類和變種人雙方死傷慘重，更是形成一個變種人被剝奪基本權利、受人類推拒的社會，不管是X戰警或是變種人兄弟會都已不知去向。但X戰警消失之前組建並遺留一個由幾位精英變種人組成的地下反抗軍團，負責拯救並幫助於各地逃亡、受人類追擊的變種人，確保那些反變種人的“執法者”不會找上他們。而當一對父母發現他們的兩個孩子擁有變種能力時，為了保護孩子們躲避緝拿，於是被迫加入地下軍團來生存下去。

## 演員

### 主要演員
- 瑞德·史特拉克（Reed Strucker；史蒂芬·莫耶飾[4][5]）

地方檢察官，負責審理變種人的案子，是一位試圖平衡家庭責任與工作的父親，盡他所能來保護家人。發現自己的孩子們是變種人後，開始拋棄職位帶著家人四處流亡，慢慢理解到變種人多年下來所受的冤屈和恥辱。與家人一同加入地下軍團的反抗使命，隨著調查走向發現自己曾經也身為變種人，能力和等級均是毀滅性，一直以來都是以藥物抑制而避免失控。
- 凱特琳·史特拉克（Caitlin Strucker；艾美·艾克飾[6]）

護理師，瑞德的妻子，來自郊區的強悍母親，對自己的兩個孩子極為愛護。發現自己孩子們是變種人後一心想保護他們的安全，無論什麼情況都將孩子們視為第一念頭，但必要情況會允許她的孩子去冒險。自從兒子安迪“步入黑暗”後，開始不惜一切代價地找回兒子，即便做法開始變得極端。
- 蘿倫·史特拉克（Lauren Strucker；娜塔莉·艾琳·林德飾[7]）

瑞德和凱特琳的女兒，是一個人人眼中的完美女孩。她擁有利用水與空氣分子製造力場的能力，於很早以前就湧現出來且學會控制，但看在父親工作的份上而選擇一直保守秘密。直到弟弟安迪受傷害才展示出能力，必要時會釋放能力來保護家人，久而久之被她的祖輩回憶錄影響，內心一度黑化之下將她的能力發展為切割能力。
- 安迪·史特拉克（Andy Strucker；波西·海恩斯·懷特飾[5][6]）

瑞德和凱特琳的兒子，蘿倫的弟弟，是一個敏感又孤僻的少年。他擁有深不可測的念力，於學校受到霸淩時才爆發出來，縱使家人開始四處逃亡。長期受傷害的他因而造就他的一些反社會人格，因此隨後被核心圈吸引而加入他們，一直以來相信著他在幫忙建立一個變種人自由的社會，直到受到家人勸阻以及覺醒的洛娜帶頭叛離之下，才讓他回歸正途而重回家人身邊。
- 馬可斯·迪亞斯／日蝕（Marcos Diaz / Eclipse；西恩·提爾（英语：Sean Teale）飾[8]）

墨裔變種人，可吸收和操縱光子作為光束，是變種人地下軍團的核心成員。起初因身為變種人而被自己的父母拋棄，後來靠從事在美墨兩國之間走私毒品來謀生，因此被地下軍團相中而協助他們將一部分變種人偷渡至墨西哥庇護，留下來反抗也是基於他跟洛娜交往的深厚感情，目睹她加入核心圈一份子後，同樣想盡辦法救她回來。
- 角色雖為電視劇原創，但人物設計參考原著角色太陽黑子和金剛狼。

- 克拉麗斯·方／閃爍（英语：Blink (comics)）（；鄭智麟飾[10]）

一位孤兒出身的女變種人，擁有製造空間傳送門能力，逃出監禁後被地下軍團收留。起初由於還未學會控制，由此能力極不穩定，直到認識約翰後才讓她學會控制，得知她的一時錯誤導致她長大的孤兒院被毀後，才決定留下來反抗。
- 角色曾經在電影《X戰警：未來昔日》中出現，由范冰冰飾演。

- 傑斯·特納（Jace Turner；科比·貝爾（英语：Coby Bell）飾[12]）

哨兵特勤局的主要探員，負責抓捕變種人，年幼女兒多年前死於變種人襲擊中，導致他糾結於冷血的工作裡無法自拔。曾經想方設法來為女兒討回公道，尋找地下軍團的過程犧牲他搭檔的性命，發現他只是被上級隨意指使的替罪羊後辭職。由於即使辭職卻仍然不想放棄追緝變種人，生活從此支離破碎，因此被仇視團體「肅清者」拉攏加入一份子，開始在仇恨中越陷越深。
- 約翰·普拉史達／雷鳥（英语：Thunderbird (comics)）（；布萊爾·雷德福飾[13]）

一位身材壯碩、有刀槍不入之身的變種人，與洛娜同是地下軍團的領袖，善於靠感知能力來追蹤對象，身體還擁有超強力量及速度。曾經身為美軍，隸屬由變種人組成的梯隊，然而隨著災難發生就被革除軍籍，心灰意冷之下被軍團相中而擔任領袖，但久而久之因為的一連串的失敗而開始質疑他自己，但在危機之下只能獨自支撐混亂的局面。
- 洛娜·丹恩／北極星（；艾瑪·杜蒙飾[6]）

萬磁王的親生女兒，會控制磁力，是個勇敢又忠誠的變種人，但她患有躁鬱方面的精神問題。從小就受過多數監禁，後來被相中成為地下軍團的領袖之一，與馬可斯是情侶關係，不久後懷上她和馬可斯的女兒，因此受盡躲藏而加入核心圈，準備建立一個屬於她孩子的自由世界。
- 布谷鳥姐妹（英语：Stepford Cuckoos）（；絲凱樂·塞繆爾斯飾[15]）

能夠心靈操縱的強大讀心者三胞胎，由伊絲梅、蘇菲和菲比·佛斯特三姐妹所組成，三姐妹共用一個群腦，並有著她們自己的事務，當中包括重建「地獄火俱樂部」。她們的說服能力非常強，已經收納不少變種人為組織做事，但同時也殺人不眨眼。
- 芮瓦·佩吉（Reeva Payge；葛蕾絲·拜爾斯（英语：Grace Byers）飾[16]）

地獄火俱樂部核心圈成員之一，身為7·15事件後權利最高的變種人之一，年輕時受過人類非常大的傷害，目睹摯友被肅清者殺害。如今在核心圈奪下領導權的她，決定創造一個屬於她的理想世界，對所有想阻攔她的任何人一律格殺勿論。

### 常設演員
- 智者（英语：Sage (comics)）（；海莉·洛薇特（英语：Hayley Lovitt）飾[17]）

一位擁有過目不忘的記憶力的變種人，地下軍團的重要成員之一，擁有卓越頭腦，負責使用電腦來監視並彙報外圍情況。
- 海莉·洛薇特也在漫威電影《蟻人》和《蟻人與黃蜂女》中扮演過年輕的珍妮特·汎戴茵。

- 艾德·威克斯（Ed Weeks；喬·尼莫斯飾）

哨兵特勤部探員，傑斯的搭檔及多年摯友。
- 褪色（；傑夫·丹尼爾·菲利普斯（英语：Jeff Daniel Phillips）飾）

一位有強大隱形能力的變種人，地下軍團成員，負責接應外來新成員並用隱形方式將他們帶往總部，對人類一向反感且有著敵意，隨後加入核心圈。
- 破碎者（英语：Shatter (comics)）（；傑曼恩·瑞佛斯（英语：Jermaine Rivers）飾[18]）

一位皮膚堅不可摧的變種人少年，得知自己是變種人後試圖自殺，地下軍團的一份子，還能夠靠觸碰來弱化堅硬的物體。
- 羅德里克·坎貝爾（英语：Ahab (comics)）（；蓋瑞特·狄拉漢特飾[19]）

一位專門研究變種人的基因學家，所屬哨兵特勤局名下的機構，「獵犬計畫」的實施者，負責獵殺變種人、或是將其洗腦後改造成他的士兵。
- 角色於原作中是一位變種人，和天啟四騎士和S軍團都有關聯。而在這部電視劇裏，他的人物參照威廉·史崔克。

- 索妮雅·賽門森／美夢者（英语：Beautiful Dreamer (Marvel Comics)）（；伊蓮娜·莎婷飾[21]）

一位能夠靠吹氣來“增加或修改”他人記憶的女變種人，地下軍團成員，和約翰是情侶關係。
- 寶拉·特納（Paula Turner；法蘭西絲·特納飾）

傑斯的妻子，和傑斯在四年前共同失去女兒，但比起始終想為女兒討回公道的傑斯，她更為順從繼續新生活，後來因無法接受離職後的傑斯仍然沒有改變，因此跟他提出離婚。
- 爾格（英语：Erg (comics)）（；麥可·魯威（英语：Michael Luwoye）飾）

變種人團體「莫洛克人」的首領，藏身在華盛頓特區的下水道中，擁有龐大資源和勢力。對人類有著不信任感，在對抗核心圈的戰役中保持中立。
- 蕾貝卡·胡佛／扭曲者（Rebecca Hoover / Twist；安潔莉卡·貝蒂·佛雷尼飾）

一位極具有反社會人格的變種少女，擁有將任何物體翻面的能力，被芮瓦等核心圈成員從精神病院救出，跟安迪開始越見曖昧。
- 泰德·威爾森（Ted Wilson；湯姆·歐凱夫飾）

一位人類警察，變種人仇視份子，暗地裡身為肅清者的高層幹部之一。他最先注意到傑斯對追捕變種人的不離不棄，因此將他收納進團體裡。
- 班奈狄克·萊恩（Benedict Ryan；彼得·蓋勒飾）

電視主持人，在節目頻道上發表一系列針對變種人恐怖主義的話題，是肅清者的幕後總指揮，傑斯和泰德都聽從他的命令。而事實上，他一向服從於芮瓦，幫助她清除所有障礙。

### 客串演員
- 佩德羅（Pedro；迪納特·德·佛列塔斯飾）

一位能對其他人製造出“恐懼錯覺”的變種人，身體微藍色，是地下軍團總部的主要放哨員，一向靠製造恐懼錯覺好不讓其他人接近總部地區。
- 愛倫·史特拉克（Ellen Strucker；莎倫·格蕾絲（英语：Sharon Gless）飾）

瑞德的母親，保險公司的老幹部，因為瑞德一家人的暴露而同樣受到特勤局調查。
- 卡門·格拉（Carmen Guerra；蜜雪兒·溫提米利亞（英语：Michelle Veintimilla）飾）

墨西哥販毒集團的女老闆，馬可斯的兒時玩伴及舊情人，因為人脈廣大而協助馬可斯救出洛娜，但她同時也逼迫馬可斯為她賣命作為交換條件。
- 奧古斯／脈衝（英语：Pulse (Augustus)）（；查克·羅里格飾[22]）

一位能夠解除電子儀器和附近所有變種能力的變種人，曾經和約翰是摯友，但兩年前看似被人類槍殺卻得以倖存，之後作為獵犬計畫的實驗對象，被人類洗腦後改造成為變種人間諜。
- 韋斯（；丹尼·拉米雷斯飾）

能夠製造幻象的變種男孩，地下軍團難民之一，對蘿倫有好感。有過犯罪前科，遭揭發後雖然被寬恕，但他也搬到其他軍團據點。
- 娜雅（；潔西·戈薇飾）

能夠控制水的變種女孩，地下軍團難民之一，跟蘿倫和安迪結識後成為朋友。
- 史凱勒（Skyler；查理·尼克斯飾）

能夠擊退物品或人的變種男孩，地下軍團難民之一，跟娜雅是好搭檔。
- 安卓利亞斯和安卓莉亞·馮·史特拉克／芬瑞斯雙子（英语：Fenris (comics)）（；保羅·庫伯和凱特琳·米娜飾[23]）

一對強大且邪惡的變種人雙胞胎姐弟，過去年代造就過無數針對人類的恐怖襲擊，蘿倫和安迪則是他們的子孫。
- 奧托·史特拉克（Otto Strucker；雷蒙德·约翰·巴里飾[23]）

瑞德的父親，史特拉克姐弟的祖父，曾經是崔斯克工業的成員，雖然想盡辦法讓兒子脫離變種人命運，為此不惜讓兒子疏遠他，但卻還是讓孫子孫女遺傳到變種能力。
- 麥修·蒙泰茲（Matthew Montez；大衛·諾羅納（英语：David Norona）飾）

一位反變種人的美國參議員，同時是變種人仇視團體「肅清者」的一份子，受大部分人類歡迎的同時，也受大量變種人的厭惡。
- 威考特局長（Director Wolcott；艾略特·格雷飾）

哨兵特勤局的主管，傑斯的上司。
- 傑克·坎貝爾（Jack Campbell；大衛·諾羅納（英语：David Norona）飾）

坎貝爾的哥哥，多年前因為患有囊腫性纖維化而病逝，他的死成為坎貝爾決定攻克變種基因的唯一動力。
- 伊凡潔琳·溫登（英语：Evangeline Whedon）（；艾琳·露絲飾[24]）

一位神秘變種人，用檢察官職位作為偽裝身份，身體能夠轉化成“紅龍”。曾經和X戰警有著某種交集，當初將約翰和關在精神病院裡的洛娜介紹進地下軍團裡。

## 集數

### 第一季（2017年-2018年）
| 總集數 | 集數 （季） | 標題                          | 導演            | 編劇                         | 首播日期       | 製作 代碼 | 美國收視人數 （百萬） |
| --- | ----------- | ----------------------------- | --------------- | ---------------------------- | -------------- | --------- | --------------------- |
| 1 | 1           | 暴露 eXposed                  | 布萊恩·辛格     | 麥特·尼克斯                  | 2017年10月2日  | 1LAJ01    | 4.89                  |
| 在佐治亞州亞特蘭大，能製造空間傳送門的年輕變種人克拉麗斯·方逃出變種人拘留所受到警察追捕，三名來自專門援助變種人藏匿「變種人地下軍團」（Mutant Underground）成員前來營救她，但軍團其中一員洛娜·丹恩不慎被逮捕，之後被人類檢察官瑞德·史特拉克告知她已懷孕。隔晚，瑞德的兒女蘿倫和安迪姐弟參加學校舞會時，安迪遭受三名同校惡霸用澆水虐待，在情緒激動的他爆發出變種能力，靠釋放強大念力嚴重破壞學校。同樣是變種人的蘿倫展現靠水與空氣分子力場的能力做屏障，救出安迪逃回家，並對母親凱特琳坦白他們的變種人身份。然而，以傑斯·特納為首的執法單位「哨兵特勤局」（Sentinel Services）開始展開圍捕，一家人從此踏上逃亡之路，聯絡上瑞德開始想辦法逃至墨西哥。無人投靠的瑞德秘密聯繫地下軍團成員馬可斯·迪亞斯，聲稱協助他們一家逃生則會透漏有關洛娜拘禁地的線索。一家人等到晚上和馬可斯在一座工廠會面時，傑斯找到其行蹤而釋出幾隻捕捉變種人專用的機械蜘蛛，而軍團領袖約翰·普拉史達帶著克拉麗斯前來援助，安迪首次活用能力摧毀機械蛛。所有人靠克拉麗斯的傳送門逃回軍團總部，然而還不太會控制能力的克拉麗斯很快力盡昏倒，傳送門隨即消失，只留下腿上中槍而落後的瑞德一人被特勤局抓獲。                                                       |             |                               |                 |                              |                |           |                       |
| 2 | 2           | 救命血清 rX                   | 連恩·懷斯曼     | 麥特·尼克斯                  | 2017年10月9日  | 1LAJ02    | 3.79                  |
| 克拉麗斯因為使力過度而生命受到威脅，還失控性的製造出多數通往同一條公路的傳送門，也因此在另一邊造成交通事故而引起警察注意。蘿倫想辦法將傳送門關上時，凱特琳和馬可斯決定去最近的醫院，拿一些治療變種人的處方來救她。進入急診室後，凱特琳喬裝進入藥房拿一些藥，即使行蹤被警察發現的情況下，他們倆最後還是成功完成任務。洛娜入獄後因為脖子上戴的一個制止變種人使用能力的電擊項圈而無法使用能力，孤身一人的她開始受到獄中一些厭惡變種人的女囚犯的羞辱和毆打，身孕的洛娜基於自保而忍痛釋放出能力，但也因為這次傷人而被單獨關入禁閉室裡。在總部，克拉麗斯的能力逐漸失控，使得約翰被迫下令全員撤離，在千鈞一髮之際，馬可斯和凱特琳及時趕回來，凱特琳為克拉麗斯注射救命血清才徹底將她穩定並停止危機。另一邊，瑞德被特勤局逮捕後受到傑斯的審問，傑斯為了使瑞德開口而使盡招數，甚至帶來他的母親愛倫進行問話。瑞德雖然最後沒有屈服於他，但為了換取自己家人們的安全保障，他便答應傑斯去查明地下軍團總部的所在位置。這時，蘿倫和安迪姐弟倆的案件引起一位研究變種人的基因學家羅德里克·坎貝爾的注意，讓他想起在1962年發生於里約熱內盧的一起變種人恐怖襲擊。                                                |             |                               |                 |                              |                |           |                       |
| 3 | 3           | 撤離 eXodus                   | 史考特·彼得斯   | 拉沙德·雷薩尼                | 2017年10月16日 | 1LAJ03    | 3.46                  |
| 傳送門災難結束不久，恢復清醒的克拉麗斯因之前體虛而能力減弱，但約翰觀察到她一旦被激烈情緒或是她“十分在意的人”所影響的話，便會重新釋出能力。凱特琳為了盡她所能來幫助軍團和救出瑞德，在蘿倫和安迪的隨行下偷偷離開總部，冒險去找她的哥哥丹尼爾尋求庇護，但丹尼爾即便和政府有聯繫卻不情願幫她。丹尼爾的兒子史考特不慎將他們藏匿於此的消息洩露給鄰居好友，導致部分鄰居為了利益和安全而前來緝拿她們，所幸約翰和馬可斯趕到後將凱特琳她們救離。由於約翰等人遭鄰居們追殺，他的女友索妮雅被迫在克拉麗斯腦中灌輸進“她和約翰的多年戀情”，讓她以此為動力來製造出傳送門並成功將他們撤離回總部；但索妮雅做這件事剛好也受到約翰指責。與此同時，瑞德腿上裝追蹤器、受傑斯命令前往先前和馬可斯談判的酒吧，裝作越獄脫逃後誘使聯絡人「褪色」帶他去總部，但瑞德因為注意到車上還有一對因丈夫身為變種人而被擒的可憐母女，在同情心驅使下決定放棄先前的條件，於中途跳車後讓傑斯無跡可尋。隔天，丹尼爾暗中和凱特琳見面道歉後，告知她關於瑞德因為罪行而即將被送去專門關押變種人的機密收容所，而運送對象同時包括洛娜。同時，坎貝爾聯絡上傑斯而打算和他合作瞭解史卓克姐弟的案件時，受到傑斯開口拒絕。                     |             |                               |                 |                              |                |           |                       |
| 4 | 4           | 撤退策略 eXit strategy        | 凱倫·加菲歐拉   | 梅若蒂絲·拉凡德 ＆ 瑪西·優林 | 2017年10月23日 | 1LAJ04    | 3.36                  |
| 馬可斯準備策劃一場劫獄來救出將送往收容所的洛娜和瑞德，不情願造成死傷的凱特琳建議他們於洛娜和瑞德坐囚車運送期間來劫囚將他們救出。安迪結合著蘿倫的能力、將自己的念力集中在一個點上而學會炸碎車輪，姐弟倆因此自告奮勇加入劫囚行列。馬可斯為了獲得囚車運送情報，便回去自己原先賣命過的墨西哥販毒集團中，見到了如今當老闆的舊情人卡門。馬可斯為了討好卡門，便協助她用能力拷問一個集團內賊後獲得她的賞識，靠她的情報得知囚車的明日路線。隔天，瑞德和洛娜一同上囚車準備送往收容所，瑞德於期間對洛娜以原來指控變種人等等行為懺悔後，兩人便決定先達成共識借機逃生。同時，馬可斯和約翰帶隊劫囚做好一切準備，但樓頂的安迪不知為何使不出能力，還是靠蘿倫的故意激怒的情況下才成功引爆囚車輪胎。由於囚車未停在指定地點，眾人本決定來一個硬碰硬，但卻沒有任何一個人能釋出能力。約翰才發現當時和特勤局站在一起的變種人「脈衝」抑制他們所有人的能力，其身為他原來的摯友，於兩年前的一場劫獄行動中看似喪生。約翰被迫打昏脈衝後使所有人恢復能力，克拉麗斯協助其他傷者撤離後，在車中的洛娜靠瑞德腿上的金屬釘逃出監禁。眾人團聚後集體開車撤離現場，憤怒的傑斯便下令佈下天羅地網。                               |             |                               |                 |                              |                |           |                       |
| 5 | 5           | 寸步難行 boXed in             | 耶利米·謝奇克   | 吉米·坎波隆戈                | 2017年10月30日 | 1LAJ05    | 3.43                  |
| 四年前，傑斯·特納帶妻子寶拉和年幼女兒格蕾絲到公園遊玩時，格蕾絲受到遠處的一個變種人示威乃至恐怖襲擊所產生的爆炸波及而喪生。如今，剛劫囚脫逃的馬可斯等人換衣換車後，馬可斯和洛娜決定獨自引開特勤局的視線，而約翰將瑞德帶回總部和妻小團圓，但瑞德因為曾經控訴過變種人以及之前的臥底手段，讓在場很多人感到強烈不滿。為了獲得其他人的信任，瑞德自告奮勇換回囚衣到外面的城市裡走動，將警方視線轉移至別處，遭受追捕時坐上褪色駕駛的車靠隱形成功離開。在總部，凱特琳、蘿倫和安迪合作救活一位受嚴重槍傷的變種人，也一同獲得其他人的信任。馬可斯和洛娜襲擊一個特勤局路障而抓獲傑斯做人質，試圖從他口中問出脈衝為何背叛他們，而索妮雅靠克拉麗斯穿越前來協助，其擾亂傑斯的記憶得到一些重要情報後，因為其他探員找到他們的所在地點，只好全軍撤退回去總部；克拉麗斯由此發現她腦中和約翰的戀情記憶實為她灌輸進來，因此同樣斥責她的行為。正式團圓的史卓克一家人決定打消之前的逃亡墨西哥的計畫，決定留下來協助地下軍團的使命。瑞德靠索妮雅獲得的記憶情報的多數地點，供述其中一處是巴吞魯日的聯邦大樓。傑斯因為記憶擾亂而以為心愛的女兒還活著，卻在返家後從妻子再度得知女兒已死的絕望消息。                  |             |                               |                 |                              |                |           |                       |
| 6 | 6           | 後盾 got your siX             | 克雷格·西寶斯   | 梅琳達·許·泰勒               | 2017年11月6日  | 1LAJ06    | 3.17                  |
| 四年前的變種人襲擊過後，約翰以他的前軍人身份幫忙為受害者籌款時遭到過暴民襲擊，如今加上老友脈衝的“倒戈”，連串的打擊使他開始對當初X戰警消失前選他當領袖的決定而喪失信心。克拉麗斯發現她被灌輸過假記憶，又發現約翰對此知情卻選擇隱瞞並以此利用自己的能力後，便製造傳送門離開總部，決定去尋找她的一些熟人。馬可斯等人為了探究脈衝是如何倒戈至人類一方，從瑞德提供的情報決定前往曾經囚禁脈衝的巴吞魯日聯邦大樓去偷取資料。由於克拉麗斯的離開而讓他們無法“隔空取物”，安迪決定和父親與馬可斯一起前去幫忙，父子倆於路上獨處一段時間，而瑞德開始擔心安迪的能力失控以及反社會人格越來越嚴重。到達聯邦大樓地下室後，安迪用念力打破牆壁，讓瑞德和馬可斯進去偷取大部分重要資料以及電腦硬盤，而他們坐貨車逃跑過程中卻因為被警察盯上過，導致前方被哨兵特勤局設置路障。洛娜得知他們將無路可走後，只好帶領蘿倫和一名能夠製造視錯覺的變種男孩韋斯前去支援，最後成功掩護他們逃回總部。瑞德開始用心修復他和安迪的父子關係，約翰開始瞭解帶回來的資料，而馬可斯於夜裡突然受到卡門的傳喚。與此同時，因兩次失去女兒的傑斯為了找出地下軍團，被迫找上坎貝爾一起合作圍捕。                                            |             |                               |                 |                              |                |           |                       |
| 7 | 7           | 極端手段 eXtreme measures     | 史蒂芬·蘇吉克   | 邁克爾·霍羅威茨              | 2017年11月13日 | 1LAJ07    | 3.00                  |
| 馬可斯被迫瞞著洛娜並以拿物資為由前去找卡門，協助她燒毀其競爭對手的毒品貨物。洛娜得知馬可斯並沒有去拿物資時，和索妮雅向卡門大宅看守口中得知他的位置，但洛娜往遠處看見馬可斯和卡門在一起時，心理產生嫉妒之下離開，和馬可斯也陷入緊張關係局面。約翰找到獨自在外的克拉麗斯，答應會協助她尋找她之前生病時持續開啟的傳送門地點作為道歉，他們倆最終發現地點是克拉麗斯長大的變種人孤兒院，到內部查看時卻發現哨兵特勤局來過並槍殺過人的血蹟。克拉麗斯才發現是她不慎導致敵軍發現這裡並釀成慘劇後陷入悲痛，在約翰的安慰下決定回去總部一同作戰。另一方面，瑞德幫忙整理變種人通緝令時，無意間注意到當中包括蘿倫的好友韋斯曾犯下過多數盜竊罪，事實的公開讓韋斯坦白他過去所有罪行，蘿倫雖然最後諒解他，但韋斯也被迫離開分派到另一個分部。後來，眾人發現讓脈衝倒戈的軍事項目承包商是「崔斯克工業」，而瑞德突然想起自己的父親曾經就是工業科學家。與此同時，傑斯和坎貝爾合作準備釋出遭過洗腦的變種人「獵犬軍團」，作為間諜混進地下軍團裡，當一名美國司法部代表試圖終止他們的安排時，坎貝爾命令他身為獵犬之一的變種人秘書故意讓該代表中風倒地。即便如此，傑斯還是決定繼續跟他合作。                           |             |                               |                 |                              |                |           |                       |
| 8 | 8           | 滅絕危機 threat of eXtinction | 史蒂文·迪保羅   | 卡莉·索提瑞斯                | 2017年11月20日 | 1LAJ08    | 2.90                  |
| 約翰帶隊開始收納來自各處的變種人難民時，當中的有讀心術能力的變種少女伊絲梅突然看出難民裡其中一人是敵方臥底。如同她的推論，當中由坎貝爾所指派的變種女子克蘿伊立刻發起攻擊，直到她被約翰擊倒後帶回總部關押。因為無法讓克蘿伊供述事情，加上所有人都因之前的矛盾而無法靜下心。凱特琳發現克蘿伊是靠一種變種人毒品「沖勁」來提升能力，於是為她注射解毒劑來戒斷身體的毒品，讓伊斯梅透視她腦中關於崔斯克工業的情報，但克蘿伊最終無法承受斷毒而死。另一邊，瑞德在約翰陪同下去找他疏遠二十年的父親奧托，奧托得知自己的兒孫女是變種人後，才對兒子供述他們父子倆其實是60年代的一對專門製造恐怖主義的變種人雙胞胎「芬瑞斯雙子」的後代，而現今的蘿倫和安迪則遺傳到兩者相同的變種能力；奧托還提示姐弟倆的能力一旦靠牽手結合，則會形成一種毀滅性能量。這時，坎貝爾帶領軍隊前來搜查，通過脈衝解除區域的變種能力而讓瑞德和約翰無路可逃。但奧托決定為兒子彌補過錯，便犧牲他自己製造出能力炸毀眾人所在的古董店。爆炸使奧托和最靠近爆炸的脈衝雙雙被炸死，坎貝爾遭炸傷臉部後全軍撤退，瑞德和約翰互相安葬奧托和脈衝後回去總部。一天的種種慘劇瞬間沖刷掉眾人心中的矛盾，所有人決定團結一心對抗接下來的威脅並救出其他同袍。 |             |                               |                 |                              |                |           |                       |
| 9 | 9           | 鬥智 outfoX                   | 莉茲·弗里德蘭德 | 布拉德·馬克斯                | 2017年12月4日  | 1LAJ09    | 2.81                  |
| 為了拯救其他被關在崔斯克工業、抓去作為獵犬計畫實驗對象的變種人同袍，眾人開始擬定一個速戰速決的劫獄方案。剛和父親得知家族身世的瑞德，開始懷疑蘿倫和安迪遺傳到芬瑞斯雙子一樣的能力，向姐弟倆經過能力驗證後發現事情屬實。伊斯梅稱她的家人被關在工業裡而急切想實施行動，但得知大多數人對行動發表強大爭議後，便對反對計畫的洛娜灌輸噩夢來讓她同意這次行動。洛娜和索妮雅對一位工業保安奪取記憶、得知實驗室大樓的構造後，眾人決定兵分兩路；一隊人去附近的變電所關閉工業的電源、另一隊人趁機闖進工業救人並銷毀所有資料和證據。另一邊，因坎貝爾受傷住院，復仇心切的傑斯則帶頭追緝軍團，他剛好發現洛娜和索妮雅襲擊的保安當天請病假、卻有登陸系統的行徑，便認為軍團會襲擊供電站而派軍佈下天羅地網。由於工業受到警示而全面封鎖，導致約翰被迫集體撤軍，但身在供電站的克拉麗斯、索妮雅、蘿倫和安迪受到哨兵機械蛛追捕。克拉麗斯和索妮雅雙雙被抓，僅剩兩人的蘿倫和安迪跑到地下室無路可逃後，本想靠牽手結合釋放能力。但安迪發覺如這麼做會摧毀整棟大樓、害死無辜民眾，選擇不被憤怒驅使而只好和蘿倫舉手投降，最後雙雙被傑斯抓獲。在外面透過監視器觀察的瑞德和凱特琳，只能眼睜睜地看著他們的兒女被捕。         |             |                               |                 |                              |                |           |                       |
| 10 | 10          | 利用 eXploited                | 克雷格·西寶斯   | 吉米·坎波隆戈                | 2017年12月11日 | 1LAJ10    | 2.78                  |
| 總部所有人因各自的朋友和孩子被捕而心急如焚，瑞德和凱特琳反對直接攻擊哨兵特勤局，開始考慮用原來的“外交手段”。伊斯梅偷偷查看瑞德見過傑斯的記憶後，偷偷向他們建議去找傑斯談判，瑞德認為傑斯心中還是會有善心便決定試一試。與此同時，被仇恨驅使的傑斯將蘿倫、安迪、索妮雅和克拉麗斯轉交給崔斯克工業後，回家陪妻子時受到瑞德和凱特琳來訪，兩者經過一場激烈的談判後，傑斯即使不情願但還是決定將所有變種人從工業裡帶出來。這時，傷勢復原的坎貝爾決定測試安迪和蘿倫體內的強大能量，在姐弟倆不配合下便槍殺索妮雅，使姐弟倆最終靠牽手釋出能量數值達到破表的地步，還重創他們所在的由亞德曼金屬構成的測試房間。當坎貝爾得到想要的數值後，傑斯帶隊前來依法將所有關押的變種人帶回特勤局。伊斯梅將瑞德和凱特琳前去談判一事告訴馬可斯等人後，眾人剛好也得知哨兵特勤局移送的情報，使他們決定趁機攻下車隊救人。然而，伊斯梅卻背叛他們後獨自行動，通過她的心靈控制能力操縱在場人員自相殘殺，傑斯受傷後目睹他的搭檔威克斯大開殺戒、舉槍自殺。在伊斯梅關閉車中所有變種人的項圈後，另外兩名和伊斯梅是“三胞胎姐妹”、並擁有相同能力的變種少女從車中走出，三姐妹順勢救出蘿倫、安迪、克拉麗斯在內的其他變種人。       |             |                               |                 |                              |                |           |                       |
| 11 | 11          | 三位一體 3 X 1                | 大衛·史崔登     | 梅琳達·許·泰勒               | 2018年1月1日   | 1LAJ11    | 2.54                  |
| 蘿倫、安迪和克拉麗斯獲救後，全員為死去的索妮雅舉行葬禮，但伊斯梅·佛斯特三姐妹和獵犬計畫開始讓軍團內部人心惶惶。三姐妹再次現身於總部，希望軍團能加入她們聯合抵制獵犬計畫，其提議在眾人之間出現兩極化爭議。瑞德和凱特琳決定帶姐弟倆逃亡至墨西哥遠離一切，克拉麗斯想起自己兩年前遭受過仇視團體肅清者當眾驅趕卻選擇一路逃亡的經歷，希望蘿倫能說服家人改變心意。一家人到達指定匯合點後重遇韋斯並度過一晚，三姐妹其中一員試圖拉攏安迪加入她們；而另外一員則想辦法說服洛娜，靠讀心術提及有關她親生父親以及她“不尋常懷孕”一事。另一方面，傑斯將死去搭檔威克斯下葬後，再度被悲憤驅使而選擇再次和坎貝爾合作，其研發出靠結合兩位變種人體來增強能力之機制。靠一條匿名線報，傑斯率領特勤局攻打瑞德一家所在的匯合點，靠兩名變種人雙者結合之能力大肆破壞建築。大部分變種人集體投降或被抓，瑞德一家則被趕來的約翰等人解救出去，而三姐妹舉手相助將他們救回總部，而所有人便答應加入她們的陣營。但事實上，三姐妹其實暗中主導匯合點的攻擊以博取地下軍團的信任，目的是為了重建棄置數年的地獄火俱樂部。這時，見識到計畫成功的傑斯想辦法說服局長，將坎貝爾的獵犬計畫擴張至國際領域。                              |             |                               |                 |                              |                |           |                       |
| 12 | 12          | 撤離 eXtraction               | 史考特·彼得斯   | 邁克爾·霍羅威茨              | 2018年1月15日  | 1LAJ12    | 3.41                  |
| 佛斯特三姐妹得知坎貝爾即將參加人類權益峰會，為了扳倒獵犬計畫而帶領洛娜、馬可斯、約翰和克拉麗斯攻入一間安全屋，並在附近路上伏擊一名反變種人的百萬富翁，靠他的身份以進入峰會大樓綁架坎貝爾。由於三姐妹公開克拉麗斯曾經加入過變種人兄弟會來抗擊肅清者等等事情，她和約翰的關係開始緊張，但因為克拉麗斯出面制止三姐妹折磨人質，約翰才改變對她的看法，並於行動前和她深吻。與此同時，坎貝爾下令手下人去追查一部分消失的奧托·史卓克研究資料，使他們即將去找其前妻愛倫。瑞德得知自己母親將被他們找上門後，和凱特琳、蘿倫和安迪冒險來到她工作的保險公司裡帶跑她，由於兩名特勤局探員剛好趕到，受三姐妹所影響的安迪試圖殺死他們，但蘿倫冒險阻止他。愛倫最終拒絕陪瑞德等人回去總部，交代出奧托生前有過一名研究合作對象叫作瑪德琳·瑞斯曼，最後離開他們前往她朋友家避風頭。一家人回去後，蘿倫對安迪的多次失控感到恐懼，發現他的性格已經隨之改變。另一邊，坎貝爾在峰會上成功得到反變種人的參議員麥修·蒙泰茲的支持，兩者決定靠互相支持彼此來獲得所需。馬可斯、約翰和克拉麗斯成功摸進峰會大樓後，準備趁機拿下坎貝爾，坎貝爾卻暗中抓一名小孩作為肉盾而逃跑，使他們行動失敗而被迫撤退。                        |             |                               |                 |                              |                |           |                       |
| 13 | 13          | 分叉路 X-roads                | 史蒂芬·蘇吉克   | 麥特·尼克斯 ＆ 吉姆·加韋     | 2018年1月15日  | 1LAJ13    | 3.44                  |
| 四年前的洛娜因參與變種人示威活動而被捕，卻幸運因躁鬱症被入住精神病院，直到被一位同是變種人的政府高層伊凡潔琳招募進地下軍團裡。如今，坎貝爾和蒙泰茲準備直接前往華盛頓宣傳獵犬計畫，洛娜徹底被三姐妹說服而決定自行處事，開創一個屬於她孩子的「新世界」。坎貝爾再度為傑斯提供兩名善於追蹤的獵犬士兵，跟著瑞德一家逃跑蹤跡發現軍團總部，暫時擔任領袖的瑞德和凱特琳開始下令撤離及防守。凱特琳想辦法挖出一條出口，但深知他們會逃不遠，蘿倫和安迪決定在人去樓空後留下來斷後，首次靠牽手釋放出毀滅性力量燃盡整座總部，殲滅在場所有獵犬士兵。洛娜不聽馬可斯與同伴的用心勸阻，將坎貝爾和蒙泰茲搭乘的私人飛機在空中扯碎，使兩人直接葬身火海。獵犬計畫隨之終結，傑斯因為一天行動失敗以及失去重要資產而受到局長指責，霎那間意識到自己只是遭上級找來隨意利用加頂罪的“替罪羊”後，當眾咆哮之下憤而辭職。軍團全員集體躲藏至納什維爾的中途站，而所有人都陷入一片迷茫，但如今加入俱樂部陣營的洛娜走進來宣佈自己的立場，打算招收其他自願者。當褪色、智者等一些變種人決定加入她後，持續受近期事情影響的安迪不顧家人阻止，決定加入她們一份子；使變種人群體再次“一分為二”。                                       |             |                               |                 |                              |                |           |                       |

### 第二季（2018年-2019年）
| 總集數 | 集數 （季） | 標題                         | 導演               | 編劇                          | 首播日期       | 製作 代碼 | 美國收視人數 （百萬） |
| --- | ----------- | ---------------------------- | ------------------ | ----------------------------- | -------------- | --------- | --------------------- |
| 14 | 1           | 緊急 eMergence               | 羅伯特·杜肯·麥尼爾 | 麥特·尼克斯                   | 2018年9月25日  | 2LAJ01    | 2.58                  |
| 地獄火俱樂部的領導層「核心圈」匯聚一堂，斥責三姐妹以及女高層芮瓦·佩吉先前多次私自行動，對這些墨守陳規的官僚心生不滿的芮瓦，和三姐妹發起叛亂、血洗領導層而掌握控制權。六個月後，洛娜和安迪在核心圈總部安頓下來，洛娜腹中孩子也臨盆將近，由於分娩過程會讓洛娜的能力失控，芮瓦於是買下一座外墻堅固的軍火工廠，建立多重隔離室作為安全措施。而瑞德一家三口陪馬可斯、克拉麗斯和約翰隱居在華盛頓，由於被執法單位認定死於亞特蘭大，因此繼續秘密拯救那些受哨兵特勤局圍捕的無辜變種人。凱特琳到現在都沒有放棄尋找兒子，秘密與急切想找到洛娜的馬可斯合作去見一位人稱「連線」的變種人網絡駭客，試圖打聽任何關於洛娜和安迪下落的資訊，最後得到核心圈的一些相關資料，但連線也告知說核心圈會除掉任何打聽他們的人。瑞德和蘿倫因為對尋找安迪死心，對凱特琳私自行動感到不解，而瑞德近期感覺自己身體裡有一股力量湧現。當晚，洛娜開始生孩子，身體的痛苦一度讓她的能力失控，在全市造成停電或產生極光。馬可斯認得景象而試圖一路跟隨源頭，但訊號隨後終止讓他再次無跡可尋。三姐妹為洛娜腦中展現一個受變種人統治的美好未來後，讓她忍受住巨大痛苦而成功生下孩子，最後為她取名叫「晨曦」（Dawn）。                                  |             |                              |                    |                               |                |           |                       |
| 15 | 2           | 分心 unMoored                | 史蒂芬·德保羅      | 拉沙德·雷薩尼                 | 2018年10月2日  | 2LAJ02    | 2.25                  |
| 三年前，遭到革除軍籍的約翰在酒吧打拳擊謀生，同樣被身為變種人的檢察官伊凡潔琳·溫登前來見他，給他一個加入地下軍團的領導機會。如今，由於關於核心圈的資料無處可查，約翰想到回去見伊凡潔琳來打探情報，卻因為先前捍衛總部失敗而遭受伊凡潔琳訓斥，但約翰仍然堅持留下來，稱他如今只想找回夥伴並彌補一切。伊凡潔琳告知他關於一位知情核心圈情報的另一位變種人領袖「爾格」，但同時警告說洛娜和安迪一旦加入核心圈就無法脫身。另一邊，如今辭職當律師的傑斯觀察到華盛頓發生的停電後，認為這還是變種人作亂而獨自進行調查。在核心圈總部，洛娜照顧剛誕生的女兒晨曦時，芮瓦命令三姐妹屠殺軍火工廠的有關人士以確保不走漏消息。安迪開始他的變種能力訓練，但連續兩次都是在最後的障礙物面前停住。芮瓦靠三姐妹的讀心術得知安迪仍然思念著姐姐蘿倫，於是派褪色以隱形方式跟著他，確保安迪的忠誠屬於這裡。安迪由於近期時常跟蘿倫發生夢境共享現象，因此打電話想聽聽蘿倫的聲音，但當時接電話的人是瑞德，安迪最後還是選擇忠於他現在的陣營，便開始走出念想而突破訓練。夜晚，馬可斯同樣想念洛娜和他剛誕生的孩子，於是靠能力發射出極光來讓洛娜看見，但當時，洛娜剛好注意到晨曦開始生病發燒。                                          |             |                              |                    |                               |                |           |                       |
| 16 | 3           | 複雜 coMplications           | 邁克爾·高伊        | 邁克爾·霍羅威茨               | 2018年10月9日  | 2LAJ03    | 2.06                  |
| 晨曦被診斷出患有一般醫術都無法治愈的黃疸，唯一的治療方法則是馬可斯的光子變種能力，洛娜在別無選擇之下只好勉強其他人將馬可斯暫時帶過來。這時，馬可斯開始回憶六年前生活在哥倫比亞波哥大，到教堂去最後探望當初將他趕出家門的父親，認為自己不能犯下父親的錯誤。三姐妹將他引出來說明他的女兒病情而將他帶到核心圈總部，讓馬可斯首次見到女兒並以能力治好晨曦的黃疸，但馬可斯打算說服洛娜帶著女兒跟他回去、或是自願和她一起留下而堅持不走，最後還是芮瓦制伏馬可斯並將他送回去。瑞德陪蘿倫外出取物資過程中，瑞德的能力突然失控而湧現出來，雙手出現高溫之下熔斷方向盤而發生車禍。傑斯來到一間警察局為他們提供情報時，從無線電中得知車禍發生後趕到現場，從遠處望見父女倆後發現他們還活著。他本想靠此情報來和警察合作，但由於過去的失敗行動被發現而仍然被警察支出門外。而瑞德回去路上聽著蘿倫的奉勸，回去後跟凱特琳坦白他的能力一事。約翰和克拉麗斯來到華盛頓下水道深處見到率領另一派系的地下軍團「莫洛克人」的首領爾格，爾格對克拉麗斯單獨表示會提供她們關於核心圈的所需，但交換條件是克拉麗斯充當他的線人。為了幫助約翰，克拉麗斯得到情報後隱瞞自己的線人工作，馬可斯這時跑回來聲言要揪出核心圈。               |             |                              |                    |                               |                |           |                       |
| 17 | 4           | 優越 outMatched              | 迪蘭·瑟蘭費恩      | 瑪塔·吉恩·坎布斯              | 2018年10月16日 | 2LAJ04    | 1.93                  |
| 凱特琳實在不想放棄她16年前冒險懷孕生下的兒子安迪，和馬可斯一起向眾人提議再去找一次連線問情報。而眾人回到連線的住處時發現連線早已被殺，只剩下連線的弟弟「圖表」。他們只好將圖表帶回藏身處，凱特琳透過藥物對他進行強制戒毒，強迫圖表再次入侵網絡來協助她們。眾人得知三姐妹、洛娜和安迪在內的核心圈成員當時正在襲擊一座關押變種人的精神病院，而蘿倫、馬可斯、約翰和克拉麗斯立即前去阻止，而瑞德和凱特琳則命令圖表入侵醫院系統。網絡戰一度被核心圈裡的智者阻攔，凱特琳只好再度讓圖表上癮而讓他重新掌控網絡，但這麼做差點讓圖表過量斃命。蘿倫等人到精神病院後發現對方封鎖現場，並且釋出大量備受折磨的變種人，安迪和洛娜救出關在地下室的一位「變種少女」後準備搭車逃亡，但馬可斯和蘿倫擋住他們的出路。安迪下車跟姐姐蘿倫齊聚，但姐弟倆在互不謙讓之下開始能力鬥爭，最後是受過訓練的安迪更勝一籌，蘿倫被逼退後重擊頭部至昏迷。安迪一夥逃跑後，眾精神病院的員工似乎受精神控制而對他們折磨過變種人認罪，直播使全國各地開始掀起一系列變種人起義。另一方面，傑斯得知妻子決定跟他離婚而失落時，一位來自他到過的警察局警員泰德·威爾森找上他，給他機會加入他效忠的肅清者；看到精神病院新聞的傑斯開始考慮加入。      |             |                              |                    |                               |                |           |                       |
| 18 | 5           | 劫後餘生 afterMath           | 史考特·彼得斯      | 梅莉莎·R·拜爾 & 崔娜·漢考克   | 2018年10月30日 | 2LAJ05    | 1.96                  |
| 各地發生變種人起義和示威時，傑斯回憶起他12年前身為新進警員時，目睹他的上司公然騷擾一位變種少年，而他當時選擇無動於衷。如今他收到妻子的離婚協議書後，選擇加入威爾森為他介紹的肅清者團體。同時，約翰等人將昏迷的蘿倫和大部分救出的變種人病人緊急送至凱特琳的診所救治，蘿倫恢復清醒後被瑞德接回家看護，而約翰和凱特琳則想辦法救治一位全身分泌硫酸的變種人麥可，向他問出核心圈帶走一位女病人。但這時，肅清者受傑斯的提議來到診所裡圍捕變種人來博得公眾信任，過程中迫使凱特琳和約翰躲起來時任由麥可重傷死去。傑斯目睹同夥暴力毆打診所醫生，最後聽到警察來到時撤退，但他也從診所獲取的跟變種人有關的病歷中得到重要情報。克拉麗斯和馬可斯將一部分病人送至莫洛克人躲藏的地下隧道中庇護，克拉麗斯於是幫爾格偷取上方倉庫一些人類的物資作為交換條件，一些選擇加入莫洛克人的病人也被迫在臉上烙下M字樣；這讓馬可斯感到不適時，爾格暗中希望克拉麗斯不要隱藏她自己。另一方面，核心圈從病院救出的變種女孩蕾貝卡，因為具有強大的物品翻面能力而被她們作為重要武器。由於蕾貝卡在病院中受盡折磨而始終封閉著自己，直到安迪前來安慰她，並跟她在外相處一整天後，蕾貝卡才走出陰影、敞開心胸，開始接受能力訓練。              |             |                              |                    |                               |                |           |                       |
| 19 | 6           | 烙印 iMprint                 | 邁克爾·高伊        | 道恩·卡莫奇 & 亞莉艾拉·布萊勒 | 2018年11月6日  | 2LAJ06    | 2.31                  |
| 經過診所掃蕩後，傑斯靠診所的文件得知大多數變種人藏身在巴爾的摩，領軍摧毀附近一系列地下軍團藏身的地盤後，跟蹤他們找到眾變種人藏身的大本營。瑞德、克拉麗斯、約翰和馬可斯剛好來到大本營協助傷者，但傑斯很快帶人前來進攻，發射大量催眠瓦斯使大部分變種人均昏倒。無法拯救其他人之下，看守大本營的破碎者犧牲自己衝出去抵擋，最後被傑斯射出的高爆彈射殺。瑞德得到機會釋放能力融化墻，讓約翰她們將能帶走的變種人集體逃跑，但過程導致瑞德的能力開始失控，使他觸碰的任何東西都會瞬間粉碎。蘿倫和凱特琳繼續打探安迪的情報，找到精神病院的前心理醫生，得知被安迪拯救出去的蕾貝卡有強烈反社會人格，曾經徒手殺死過她的家人才被關。在核心圈，洛娜得知隔天進行的克里德銀行劫案將會有變種人探測系統，看在女兒的份上不想參與，而伊絲梅獨自跟洛娜出去相處一整天，剛要讓她改變主意，卻被洛娜得知她曾經讀過晨曦的大腦。洛娜因此氣憤，伊絲梅道完歉後對她坦白她的兩個姐妹其實是克隆人，曾經在克里德銀行投資的醫學機構監禁且備受折磨，直到她們13歲時殺死監管人逃出生天，但也因此失去另外兩姐妹的性命。伊絲梅交代完她的悲慘過去後，發誓她會保護好洛娜的女兒，而洛娜感受到她悲痛的洛娜答應隔天的計劃。                         |             |                              |                    |                               |                |           |                       |
| 20 | 7           | 毫不留情 no Mercy            | 妮娜·洛佩茲-科拉多 | 布拉德·馬克斯                 | 2018年11月13日 | 2LAJ07    | 1.89                  |
| 八年前，學生時代的芮瓦參與她摯友班妮主持的變種人集會時，曾經不滿她的手段太過不人道，隨後目睹剛跟她發生爭吵的班妮被趕到門口的三名肅清者刺殺身亡。現今，她跟一位在克里德銀行工作的職員奎恩約會，雖然真心喜歡上他，但還是將他作為隔天劫案的棋子，讓他去破壞銀行的變種人偵測系統。看在家人和同事的份上，奎恩幫忙破壞系統後讓芮瓦一行人闖入銀行，操縱銀行經理以自白方式錄下他們靠資產來摧殘變種人的種種罪行。蕾貝卡靠憤怒的引導而炸開金庫門，讓核心圈捲走銀行存庫裡的上億資產。但撤離途中，對人類有憎恨感的蕾貝卡不顧芮瓦等人的阻止，用能力殺死奎恩在內的所有員工。與此同時，在瑞德能力失控之下，凱特琳提議將停擺的診所加固後給瑞德療養，而馬可斯和約翰在此期間也開始懷疑克拉麗斯跟莫洛克人之間的聯繫，克拉麗斯坦白她擔任線人的事情，表示她為了急需幫助的朋友們而無從選擇。在瑞德的能力終於安頓下來後，凱特琳和蘿倫準備動身去找和瑞德母親曾經提及過的變種人科學家瑪德琳。傑斯因為幫助肅清者完成一系列壯舉，被肅清者的幕後資助者班奈狄克·萊恩相中。班奈狄克打算在他的電視節目中和傑斯進行一對一訪談，以宣傳肅清者的壯舉和知情的真相，考量到妻子的傑斯經過再三考慮且得知銀行血案後決定進行。                |             |                              |                    |                               |                |           |                       |
| 21 | 8           | 夢想 the dreaM               | 羅伯特·杜肯·麥尼爾 | 卡利·蘇特拉                   | 2018年11月27日 | 2LAJ08    | 2.17                  |
| 洛娜從小在不知生父是誰的情況下被她的親戚領養，成長過程中在學校裡身為局外人，她唯一對父親的所知則是在十八歲生日當天收到唯一的獎章禮物。現今，由於蕾貝卡在銀行的自作主張，使得人類和變種人之間的鬥爭發展成暴動局面，蕾貝卡半路上跳車跑離。洛娜眼看著局面可能會危及到晨曦，一心想保護她而突然間理解她生父將她留給親戚領養的苦衷。伊絲梅原本建議將她送去位於瑞士的變種人學院，但洛娜不忍心而回到馬可斯的躲藏處，讓他們父女倆做告別後，將晨曦託付給扶養她長大的姨媽照看才得以放心，隨後回到總透過能力將父親送她的獎章變形成一個頭箍。馬可斯和克拉麗斯跟著核心圈逃離銀行的蹤跡找到蕾貝卡，向她問出核心圈同時在銀行調出關於「里士滿」的有關資料，而蕾貝卡逃亡不久則被褪色抓回核心圈總部。同時，瑞德、凱特琳和蘿倫來到夏洛特州立大學遇到瑪德琳·賈博，其對瑞德有印象而答應會靠掌握的研究來幫助他，同時表示蘿倫的DNA中能開發出永遠抵制X基因的解藥元素。瑪德琳身邊的變種人助手諾亞表示自己靠瑪德琳的抑制器來控制住能力，起初讓一家人感到放心，但蘿倫從諾亞透漏得知瑪德琳的兄弟麥修身為肅清者的創始者，因此逐漸對瑪德琳的科學理念感到不安，認為她的成果將會讓變種人徹底絕跡。                                    |             |                              |                    |                               |                |           |                       |
| 22 | 9           | 轉折 gaMe changer            | 愛莉森·莉蒂-布朗   | 梅琳達·許·泰勒                | 2018年12月4日  | 2LAJ09    | 2.02                  |
| 蕾貝卡一年前被她的親生父母舉報給哨兵特勤局，而生活在精神病院期間造成反社會人格加重。現今，她被帶回核心圈總部後遭囚禁在一個天旋地轉的密封球體裡，安迪十分反對如此對待她，因此趁機釋放她想藉此遠走高飛。然而，蕾貝卡執意要殺光芮瓦等人，迫使安迪用能力將她誤殺身亡，悲痛的安迪受洛娜安慰後認為她被長期囚禁而造就這種人格，因此答應配合芮瓦參與接下來的行動。連串的失敗使得約翰變得焦躁，將跟里士滿企業有關的高層綁架過來，得知核心圈即將襲擊控制全國所有變種人束能項圈的主機位置。克拉麗斯為此離開約翰身邊，褪色不久後趕來殺死該高層。但這時，由傑斯率領的肅清者民兵趕來襲擊診所，約翰為了給馬可斯和褪色有機會逃跑而親自留下斷後，最後被傑斯開車衝撞而抓獲。在大學裡，蘿倫的透漏使瑞德和凱特琳深知這項研究如繼續進行則會滅掉整個變種人種族，於是偷偷潛入實驗室準備摧毀所有樣本，但瑪德琳和諾亞卻抓他們正著。瑪德琳強調理由時揭露她認為X基因是人類的“詛咒”，這番話激怒她身邊的諾亞，而諾亞讓蘿倫一家逃跑過程中，釋放能力摧毀實驗室裡的所有樣本，讓整項實驗化為烏有。這時，安迪和洛娜摧毀里士滿名下的束能項圈主機，使全國各大變種人監獄的變種人囚犯集體摘下項圈，重獲能力引發監獄暴動後逃出生天。        |             |                              |                    |                               |                |           |                       |
| 23 | 10          | 敵人的敵人 eneMy of My eneMy | 葛雷格里·普雷奇    | 邁克爾·霍羅威茨               | 2019年1月1日   | 2LAJ10    | 1.73                  |
| 全國發生變種人越獄過程中，約翰被抓回肅清者的森林大本營，被鐵鏈銬住且受傑斯審問。約翰在想盡辦法拖延時間，供述是核心圈造成變種人起義，但傑斯卻不願意相信。召集所有人的馬可斯基於三年前發誓過會為同伴兩肋插刀，為了拯救約翰決定暫時跟核心圈結盟，透過核心圈的資源查出約翰被囚禁的大本營位置，即使受到蘿倫和克拉麗斯的反對。眾人透過抓獲的褪色聯絡上洛娜和安迪，瑞德和凱特琳欣喜若狂地迎接安迪首次回來，即使得知他最後還是會回去組織。蘿倫雖然不信任安迪，但她在近期和安迪的一次夢境共享中得知他情緒悲傷，而安迪也選擇不交代蕾貝卡的事情。馬可斯一行人隨後兵分兩路襲擊肅清者大本營，弄傷且殺死大部分敵軍，而傑斯剛從約翰口中得知洛娜和安迪兩人已經叛離，如今卻發現他們聯手進攻該地，誤以為他再度受騙而情緒失控般的開數槍重傷約翰，最後在擋不住進攻之下只能逃走。蘿倫和安迪隨即救出約翰並撤離，但安迪一路上看到肅清者對變種人所準備的一系列殘酷手段，增強對人類的憎惡而離開他的父母，凱特琳認為唯一讓兒子回家的方法則是摧毀核心圈。約翰受克拉麗斯的照料下被送回靜養，洛娜和馬可斯最後獨處後仍然分道揚鑣。當兩方各走各的路後，蘿倫和安迪分別自行開始能力訓練，而姐弟倆都顯示出比之前還要強的力量。         |             |                              |                    |                               |                |           |                       |
| 24 | 11          | 紀念 meMento                 | 瑪姬·凱莉          | 吉姆·賈偉                     | 2019年1月8日   | 2LAJ11    | 2.07                  |
| 1985年，安卓利亞斯·馮·史特拉克在一場戰爭中痛失姐姐安卓莉亞後，將他們姐弟倆珍藏的音樂盒改造後留給他們的後代，如今音樂盒在瑪德琳的轉手下被蘿倫得到。芮瓦準備進行下一步計劃，招募三位剛越獄的變種人罪犯團夥麥斯、海瑟和提可加入核心圈。但洛娜看不上他們三人犯下過的殘酷罪行，於是質疑起芮瓦的安排而將她的計劃偷偷透漏給馬可斯。與此同時，受祖輩事跡誘惑的蘿倫開始研究音樂盒，首先發現自己一旦聽下去則會陷入其中，晚上睡夢中也會看到馮·史特拉克姐弟分離當天的情景。這時，蘿倫受影響而開始將她的水分子屏障能力強化為圓環切割，當時急切想摧毀核心圈救回安迪的凱特琳，不顧瑞德的強烈反對而決定任由蘿倫激發潛能。隔天，他們的房東注意到變種人跡象而叫來警察，蘿倫誘使警察將調查轉移至別處後，趁夜裡走進房東的房間裡威脅他不准供出她們一家。傑斯聽從班奈狄克·萊恩的指令而帶人去一間收留變種人小孩的孤兒院掃蕩，但最後導致他的朋友泰德誤殺一位變種男孩。傑斯被迫向警方為泰德掩蓋真實情況，在電視中被譽為英雄的他，自己卻只感到羞恥。養傷的約翰突然接到伊凡潔琳的來電，稱她號召剩餘軍團領袖集合開會。洛娜找馬可斯一起跟蹤芮瓦的蹤跡時，卻發現她跟資助肅清者的班奈狄克在一起進行某種交易。                       |             |                              |                    |                               |                |           |                       |
| 25 | 12          | 家園 hoMe                    | 道恩·威金森        | 瑪塔·吉恩·坎布斯              | 2019年1月15日  | 2LAJ12    | 1.59                  |
| 伊凡潔琳會面約翰、馬可斯和史特拉克一家後慶幸洛娜成為她們的間諜，她還希望能聯絡爾格的莫洛克人一同加入這場戰局。克拉麗斯前去聯絡爾格，隨後勉強說服他加入會議。前去路上，爾格表示他曾經幫伊凡潔琳建立過地下軍團，直到他的一位人類盟友背叛他們後就從此分道揚鑣，他躲入下水道獨自組建莫洛克人。這時，洛娜得知芮瓦派遣麥斯、海瑟和提可三人去殺“一條龍”，得知他們將暗殺伊凡潔琳後找機會通報馬可斯。但他們最後還是晚去一步，目睹伊凡潔琳安排的會議場所被摧毀，當中包括幾具屍體。無法辨識的約翰開始洩憤，但仍然不想放棄戰鬥，克拉麗斯基於她兒時目睹過摯友莉莉被她的暴力養父毆打致死的陰影，決定不再看著約翰打這場即輸之戰而跟他分開，隨後加入爾格的莫洛克人。另一邊，凱特琳帶著蘿倫再次去找她的弟弟丹尼，試圖問出一點核心圈和肅清者之間的某種聯繫，丹尼由於家人原因而被哨兵特勤局監控，但他還是調查出核心圈的人已經滲透進美國政府內部。這時，哨兵特勤局的車隊趕到，蘿倫運用新能力掩護母親來爭取到逃亡時間且成功逃離。安迪在睡夢中深感蘿倫同樣變得強大，而三姐妹得知如果安迪在夢境共享中能跟蘿倫交談，就能靠操縱安迪的夢境來引誘蘿倫加入她們，安迪經過考慮之下還是決定答應她們。                               |             |                              |                    |                               |                |           |                       |
| 26 | 13          | 誘惑 teMpted                 | 強納森·佛雷克斯    | 梅莉莎·R·拜爾 & 崔娜·漢考克   | 2019年1月22日  | 2LAJ13    | 1.82                  |
| 六年前，爾格曾經愛上過幫助變種人的人類女子潘姆，直到她被哨兵特勤局抓獲後和他們談交易，出賣地下軍團行蹤來換取她和爾格兩人的自由，深感背叛的爾格跟她分離後發誓永不相信人類。現今，克拉麗斯跟著莫洛克人隊伍到人類倉庫偷取物資時，不慎遭到該地保全隊伍發現，其中一位女變種人熾光被槍擊而負傷。雖然成功逃回去，但熾光傷勢過重迫使克拉麗斯將知道急救的凱特琳以及馬可斯帶到莫洛克人地盤。馬可斯幫她緊急輸血時，爾格即使不相信人類，但看在局勢嚴重的情況下仍然帶凱特琳和克拉麗斯回去診所去拿急救器材。在診所，他們一度受附近的肅清者隊伍襲擊，但還是成功拿到器材而逃回去，凱特琳最終成功救治熾光而得到爾格的信任。在核心圈，洛娜得知芮瓦將安排麥斯的三人團夥去襲擊白宮、五角大樓等多數政府設施，深知他們即將推翻人類政府，因此將麥斯的行蹤透漏給馬可斯。近期身心和能力逐漸失控的蘿倫，在夢境中被受三姐妹操縱的安迪誘惑，獨自離開家準備投靠核心圈。但在父親瑞德的追趕和說服之下，最後還是決定回到她父母身邊，並接受父親的藥物來抑制住自己失控的能力。夜間，馬可斯追蹤到出去買酒的麥斯，在車中準備擒拿他時卻遭到麥斯開槍反抗。馬可斯爆發光束能力不慎殺死麥斯，負傷的他一瘸一拐地逃離炸毀的汽車。               |             |                              |                    |                               |                |           |                       |
| 27 | 14          | 災難 calaMity                | 史蒂芬·蘇吉克      | 傑森·拉查柴克                 | 2019年2月12日  | 2LAJ14    | 1.60                  |
| 四年前，班奈狄克·萊恩身為一位失敗的電台主播，因為有高超口才而被芮瓦相中，從此暗中幫她散播有關仇視的不實消息。如今，芮瓦決定剷除躲在下水道的莫洛克人，命令萊恩派遣傑斯的肅清者隊伍深入下水道殲滅對方。萊恩保證傑斯一旦任務完成將會得到重賞，讓他冒險組隊進入下水道。儘管莫洛克人盡其所能拖住他們，但識破陷阱的傑斯持續帶人深入地下，克拉麗斯被迫再次叫來約翰等人前來幫忙疏散無抵抗能力的居民。當時用父親的血清抑制住能力的蘿倫，發覺自己面對眼前的情況而不能再繼續逃避，說服她的父母參與疏散行動。疏散即將完成前，警察隊伍前來包圍疏散處周邊，凱特琳於是對警車開槍而全速逃離現場。爾格帶領其餘戰士奮力抵抗，最後目睹身邊的戰友們一個接一個陣亡。走在最後維持傳送門的克拉麗斯，將他和一位落後的小女孩用傳送門疏散出去後，她自己卻身中傑斯打出的三槍而倒地。傳送門隨即消失，讓約翰無法救到她。在核心圈總部，芮瓦得知麥斯身亡的事情後，得知這不是偶然發生後發現她們內部有叛徒，三姐妹受令調查後斷言是前一晚用電腦查過麥斯夜晚外出時間之監控錄像的智者；未知其實是洛娜盜用她的密碼來查看錄像。在智者完全否認之下，芮瓦直接用能力將她殺害，得知自己不慎害死朋友的洛娜開始自責不已。                        |             |                              |                    |                               |                |           |                       |
| 28 | 15          | 野獸 Monsters                | 史考特·彼得斯      | 卡利·蘇特拉                   | 2019年2月19日  | 2LAJ15    | 1.61                  |
| 克拉麗斯的生死不明使約翰和爾格都陷入悲憤中，兩者經過互相推卸責任以及紛爭後分道揚鑣。留下來的約翰卻感覺到克拉麗斯似乎仍然活著，因此靠死命砸墻來洩憤，直到馬可斯和瑞德聯手將他拉回去。襲擊結束的傑斯靠下水道中找到的物品得知對方可能不是恐怖分子，但泰德卻沒有就此罷手，獨自率隊到下水道出口周圍搜查時找到瑞德。瑞德因能力失控而暴露，最後空手觸碰泰德而將他燒成焦屍。受警察追捕的凱特琳和蘿倫帶著莫洛克人至停車場後分散逃跑，她陪蘿倫藏身至一間廢棄工廠後引來大量警察，母女倆決定殊死奮戰至最後一刻，但瑞德和馬可斯及時趕來救出她們。這時，芮瓦開始分配隔天的最終計劃，靠清空的下水道準備分頭襲擊各個政府大樓，安迪則負責襲擊哨兵特勤局總部。洛娜再也無法忍受這種殘酷手段，對安迪透漏芮瓦跟肅清者總指揮萊恩是合作關係的實情，安迪原本對此捉摸不定，洛娜用電話打給另一頭的瑞德等人，當天剛失手殺過人的瑞德用自己的經歷而讓安迪回心轉意。經歷一天的傑斯跑回去質問萊恩為何欺騙他，萊恩只將變種人隔天的襲擊以及泰德身亡一事告知他。約翰持續聽見克拉麗斯回聲而開始心神不寧時，洛娜和安迪最終回到各自的家人身邊。得知兩人叛離核心圈的芮瓦決定照原定計劃進行，準備結束後一併抹除他們。                       |             |                              |                    |                               |                |           |                       |
| 29 | 16          | 預兆 oMens                   | 羅伯特·杜肯·麥尼爾 | 麥特·尼克斯                   | 2019年2月26日  | 2LAJ16    | 1.61                  |
| 芮瓦再次聯繫萊恩派遣肅清者將洛娜一行人團團包圍，三姐妹趁機伴隨著褪色抓走安迪和蘿倫。為了能突圍出去，約翰獨自一夫當關衝出去對抗肅清者，嚴重負傷的他最後得到爾格的自願協助。雙者合力殲滅肅清者後，約翰將傑斯幾近打死，但最後仍然饒他一命，使他陷入重度昏迷。三姐妹心靈控制著安迪和蘿倫靠牽手釋放能量，摧毀整棟哨兵特勤局總部大樓，當瑞德等人追上他們時，洛娜及時說服唯一有同情心的伊絲梅住手，而讓馬可斯及時殺死其他兩姐妹。由於安迪和蘿倫無法作戰，其他人只好到達核心圈總部對抗芮瓦的其他部下，凱特琳殺死褪色掩護瑞德獨自上樓對抗芮瓦。面對芮瓦的壓倒性強大能力，瑞德重拾他一直以來想保護家人的初衷，站起來後以自殺式攻擊摧毀整個頂樓、跟芮瓦同歸於盡。凱特琳等人逃離炸毀的總部，一家人對瑞德的犧牲感到悲痛不已，但仍然打算繼續奮戰來紀念他。戰後，伊絲梅操縱萊恩自行向媒體公開罪行後被逮捕，失去姐妹但獲得自由的她加入地下軍團。爾格伴隨著約翰跟眾人會合，表示他從此不再躲藏、而是幫他們重建地下軍團來保護各地的變種人難民。但這時，約翰感覺到外面有人後跑出去一看，發現是克拉麗斯以熟練的能力穿越到他們面前，她不僅全身上下煥然一新，手裡還拿著某種十字架；她希望眾人跟著她一起過去目睹“某件東西”。 |             |                              |                    |                               |                |           |                       |

## 收視
| 集數 | 標題         | 播出日期       | 收視／份額 （18–49歲） | 收視 （百萬） | DVR （18–49歲） | DVR收視 （百萬） | 加總 （18–49歲） | 總收視 （百萬） |
| ---- | ------------ | -------------- | ---------------------- | ------------- | --------------- | ---------------- | ---------------- | --------------- |
| 1    | 暴露（eXposed）     | 2017年10月2日  | 1.5/5                  | 4.89          | 1.3             | 3.61             | 2.8              | 8.49            |
| 2    | 救命血清（rX） | 2017年10月9日  | 1.2/4                  | 3.79          | 1.2             | 3.04             | 2.4              | 6.83            |
| 3    | 撤離（eXodus）     | 2017年10月16日 | 1.1/4                  | 3.46          | 1.0             | 2.86             | 2.1              | 6.31            |
| 4    | 撤退策略（eXit strategy） | 2017年10月23日 | 1.0/3                  | 3.36          | 1.1             | 2.84             | 2.1              | 6.20            |
| 5    | 寸步難行（boXed in） | 2017年10月30日 | 1.1/4                  | 3.43          | 0.9             | 2.53             | 2.0              | 5.95            |
| 6    | 後盾（got your siX）     | 2017年11月6日  | 1.0/4                  | 3.17          | 0.9             | 2.50             | 1.9              | 5.67            |
| 7    | 極端手段（eXtreme measures） | 2017年11月13日 | 1.0/3                  | 3.00          | 0.9             | 2.42             | 1.9              | 5.42            |
| 8    | 滅絕危機（threat of eXtinction） | 2017年11月20日 | 0.9/3                  | 2.90          | 0.9             | 2.26             | 1.8              | 5.16            |
| 9    | 鬥智（outfoX）     | 2017年12月4日  | 0.8/3                  | 2.81          | 0.9             | 2.27             | 1.7              | 5.08            |
| 10   | 利用（eXploited）     | 2017年12月11日 | 0.8/3                  | 2.78          | TBD             | TBD              | TBD              | TBD             |
| 11   | 3 X 1（3 X 1）    | 2018年1月1日   | 0.7/2                  | 2.54          | TBD             | TBD              | TBD              | TBD             |
| 12   | 撤離（eXtraction）     | 2018年1月15日  | 1.0/4                  | 3.41          | 0.7             | 1.80             | 1.7              | 5.21            |
| 13   | 分叉路 （X-roads）  | 2018年1月15日  | 1.0/4                  | 3.44          | 0.7             | 1.79             | 1.7              | 5.23            |

## 評價
《變種天賦》於爛番茄的評論中，第1季獲得74%新鮮度、6.55/10分（27位評論家）。 於Metacritic的評論中，第1季獲得63分（滿分100分；21位評論家），屬普遍的好評。

### 收視
| 季數 | 播出時間（ET） | 集數 | 首播          | 首播          | 季終          | 季終          | 電視 季度 | 18–49歲 收視 排名 | 18–49歲 收視 | 收視 排名 （百萬） | 收視 （百萬） |
| 季數 | 播出時間（ET） | 集數 | 日期          | 收視 （百萬） | 日期          | 收視 （百萬） | 電視 季度 | 18–49歲 收視 排名 | 18–49歲 收視 | 收視 排名 （百萬） | 收視 （百萬） |
| ---- | -------------- | ---- | ------------- | ------------- | ------------- | ------------- | --------- | ----------------- | ------------ | ------------------ | ------------- |
| 1    | 星期一 21:00   | 13   | 2017年10月2日 | 4.89          | 2018年1月15日 | 3.42          | 2017–18   | 待公布            | 待公布       | 待公布             | 待公布        |

## 海外播出
在美國FOX首播後，本劇將透過福斯國際電視網旗下頻道，於全球183個國家緊貼美國首播。
| 季數 | 季數 | 亞洲（不含台灣） | 亞洲（不含台灣） | 台灣   | 台灣          | 台灣   | 台灣          |
| 季數 | 季數 | 電視網           | 首播日期         | 電視網 | 首播日期      | 電視網 | 首播日期      |
| ---- | ---- | ---------------- | ---------------- | ------ | ------------- | ------ | ------------- |
|      | 1    | FOX              | 2017年10月3日    | FOX+   | 2017年10月3日 | FOX    | 2017年10月6日 |

## 外部連結
- 官方网站
- 互联网电影数据库（IMDb）上《變種天賦》的资料（英文）